# Philibertia alba
Philibertia alba är en oleanderväxtart som beskrevs av Goyder. Philibertia alba ingår i släktet Philibertia och familjen oleanderväxter. Inga underarter finns listade i Catalogue of Life.